# CPT-Theorem
Das CPT-Theorem (für engl. charge, parity, time = Ladung, Parität, Zeit; auch als CPT-Invarianz der physikalischen Gesetze bezeichnet) ist ein fundamentales physikalisches Gesetz, das 1954 von Gerhart Lüders und 1955 von Wolfgang Pauli aufgestellt wurde. Es besagt, dass jeder Vorgang, der aus einem anderen möglichen Vorgang durch Vertauschen von Materie mit Antimaterie und zusätzlicher Spiegelung des Raumes sowie einer Umkehr der Zeitrichtung hervorgeht, ebenfalls im Einklang mit den Gesetzen der Physik steht und damit möglich ist.
Die Gültigkeit des CPT-Theorems ist eine grundlegende Eigenschaft der Quantenfeldtheorie.

## Die CPT-Transformation
Eine CPT-Transformation wird bewirkt durch das Hintereinanderausführen der folgenden drei diskreten Transformationen:
- C-Transformation: Durch diese Transformation wird die beschreibende Gleichung des Teilchens in die Gleichung des zugehörigen Antiteilchens transformiert. Dabei kann sich das Vorzeichen der Ladung des betrachteten Teilchens  ändern. Diese Transformation wird deshalb auch Ladungskonjugation genannt.
- P-Transformation: Inversion aller drei Raumkoordinaten sämtlicher beteiligter Teilchen und Strukturen. Diese Transformation heißt Raumspiegelung oder Paritätstransformation. Sie ist (im dreidimensionalen Fall) identisch mit einer gewöhnlichen Spiegelung, bei der lediglich eine Raumkoordinate invertiert wird, und einer zusätzlichen 180°-Drehung um diese Koordinatenachse.
- T-Transformation: Inversion der Zeitkoordinaten sämtlicher beteiligter Teilchen und Strukturen, sodass der Vorgang zeitumgekehrt abläuft. Diese Transformation heißt Zeitumkehr.

## Invarianz bezüglich der Einzeltransformationen
Die Gesetze der Physik, die Prozesse beschreiben, an denen lediglich die Gravitation und die elektromagnetische Wechselwirkung beteiligt sind, bleiben bei jeder einzelnen der drei beschriebenen Transformationen unverändert (invariant). Das ist insbesondere bei allen Vorgängen der Alltagsphysik der Fall. D. h., zu jedem Vorgang sind auch
- der ladungsgespiegelte,
- der spiegelbildliche,
- der zeitumgekehrte

sowie alle Kombinationen möglich.
Bei Beteiligung der schwachen Wechselwirkung ist das jedoch nicht mehr der Fall. So sind beispielsweise in der Elementarteilchenphysik Prozesse möglich, deren Spiegelbilder nicht mit den Gesetzen der Physik verträglich sind. Man spricht in diesem Fall von einer Verletzung der Spiegelsymmetrie, einer sogenannten Paritätsverletzung. Die schwache Wechselwirkung verletzt ferner die Symmetrie bezüglich einer Ladungsspiegelung und die Symmetrie bezüglich einer Zeitumkehr. Ist eine dieser Symmetrien verletzt, dann ist es auch die Kombination der beiden anderen. So ist beispielsweise in der schwachen Wechselwirkung wegen der Verletzung der Zeitsymmetrie auch die CP-Symmetrie verletzt, die einer kombinierten Anwendung von Ladungsumkehr und Raumspiegelung entspricht.
Ob diese einzelnen Symmetrien bei Vorgängen unter Beteiligung der starken Wechselwirkung verletzt sein können, ist noch nicht abschließend geklärt. Bislang existieren dafür jedoch keine experimentellen Hinweise.

## Grundlagen
Obwohl die Invarianzen gegenüber den diskreten Transformationen P und CP in der Physik verletzt sind, besagt das CPT-Theorem, dass die Physik gegenüber der kombinierten Anwendung aller drei Transformationen invariant ist.
Wolfgang Pauli zeigte, dass unter den folgenden Voraussetzungen jede Quantenfeldtheorie CPT-invariant ist:
- Invarianz bezüglich Lorentz-Transformationen (genau genommen invariant unter eigentlicher orthochroner Poincaré-Transformation),
- Kausalität,
- Lokalität und
- ein nach unten beschränkter Hamilton-Operator, sodass es einen quantenmechanischen Zustand des Vakuums gibt.

## Experimentelle Überprüfung
Im Rahmen der heute erreichbaren Genauigkeit ist das CPT-Theorem experimentell bestätigt. Es gibt jedoch Theorien, die eine Verletzung des CPT-Theorems unterhalb dieser Genauigkeitsgrenze vorhersagen, z. B. manche Quantengravitations- oder Stringtheorien Neue Experimente, wie etwa Anti-Wasserstoff-Präzisionsspektroskopie im ALPHA-Experiment am CERN (seit 2021) oder an dem in Planung befindlichen Darmstädter Beschleunigerkomplex FAIR, sollen die Gültigkeit solcher Theorien einer weiteren Überprüfung unterziehen.
Aus einer CPT-Verletzung würde auch eine Verletzung der Lorentz-Invarianz und damit der speziellen Relativitätstheorie folgen, siehe Moderne Tests der Lorentzinvarianz.